# Restoran
Restoran (iz fr. restaurer = jačanje ili obnova, arhaizam restauracija), ugostiteljski je objekt u kojemu se pripremaju i poslužuju hrana i piće po izboru gosta.

## Povijest
Prvo poznato posluživanje hrane u objektima koji se mogu nazvati restoranom, potječe iz 12. stoljeća, a događalo se u Hangzhou, kulturnom, političkom i gospodarskom središtu za vrijeme kineske dinastije Song.
Stiftskeller St. Peter u Salzburgu se često naziva najstarijom danas poslujućom gostionicom u Europi, jer se spominje 803.g.

### Ime
1765. mali francuski poduzetnik prezimena Boulanger otvorio je u Parizu ugostiteljski objekt u kojem je posluživao hranu koju je sam spravljao, a u čiji je izlog postavio plakat ispisan vulgarnim latinskim na kojem je pisalo: Venis ad me omnes qui stomacho laboratis et ego restaurabo vos (Dođite k meni svi praznih želuca i ja ću vam ih restaurirati). Jedan od prvih Boulangerovih mušterija bio je enciklopedist Denis Diderot koji je jako hvalio njegova jela, iako je priznao da je mjesto bilo „malčice skuplje”.
U ono doba u Europi nije bilo kuća toga tipa, postojale su samo taverne u kojima se posluživalo vino te ostala pića, ponekad i poneki zalogaj. Uspjeh Boulangerove ideje nije se dogodio odmah, ali kada se to napokon zbilo, dvadeset i pet godina kasnije, ubrzo nakon izbijanja Francuske revolucije, lokali poput njegovog ubrzano su se množili Parizom, zatim i u drugim europskim metropolama, zovući se isprva restaurat, a kasnije restaurant. 
Prije revolucije 1789., dvorci i palače plemićkih obitelji u Francuskoj održavaju veliki i sofisticirani program termičke opreme. S krajem starog režima, mnogi vrhunski kuhari ostaju bez posla te otvaraju vlastite restorane, tako da je 1804. u Parizu bilo više od petsto kuća nadahnutih Boulangerovom idejom, što je omogućilo da proizvodi rada nekih od najpoznatijih kuhara u povijesti prvi puta okuse i nepci „plebejaca”.

## Vrste restorana
Restorani se prema vrsti i načinu pripreme hrane i posluživanja iste razvrstavaju u nekoliko kategorija. Tako razlikujemo talijanske, francuske, kineske, meksičke i ine restorane u kojima se jela pripremaju na način kako se pripremaju u zemljama iz kojih potječe kuhinja pojedinog restorana. U restoranima s talijanskom kuhinjom se tako pripremaju i poslužuju tradicionalna jela pripremljena na izvorni način kako se pripremaju u Italiji.